# Dreifaltigkeitskapelle (Gansmühle)

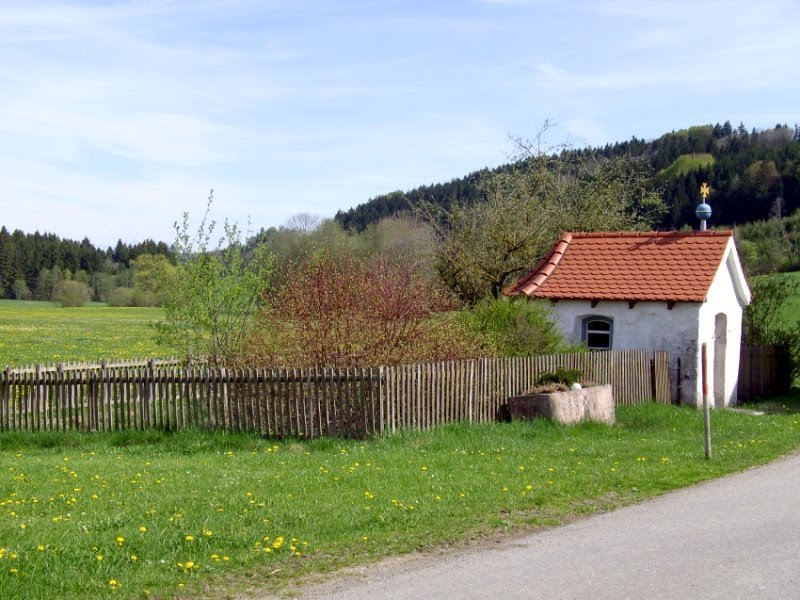
Dreifaltigkeitskapelle bei Gansmühle

Die römisch-katholische Dreifaltigkeitskapelle befindet sich in Gansmühle, einem Ortsteil von Altusried im Landkreis Oberallgäu (Bayern). Die im 19. Jahrhundert errichtete Kapelle steht unter Denkmalschutz. Ausgeführt ist die Kapelle als sehr kleiner Bau mit Tonnengewölbe und dreiseitigem Schluss.
Der kleine Altar ist klassizistisch und enthält die Holzfiguren der Dreifaltigkeit. Daneben befinden sich noch zwei weitere Holzfiguren in der Kapelle, dies ist eine Muttergottes und der heilige Josef. Die beiden bäuerlichen Tafeln zeigen den heiligen Judas Thaddäus sowie Johannes von Nepomuk.